# Scilla Elworthy
Scilla Elworthy (sinh ngày 3.6.1943 ở Galashiels, Scotland) là người sáng lập Nhóm nghiên cứu Oxford (Oxford Research Group), một tổ chức phi chính phủ tìm cách mở ra cuộc đối thoại có hiệu quả giữa những nhà làm chính sách vũ khí hạt nhân trên khắp thế giới và những người chỉ trích họ. Bà làm giám đốc điều hành Nhóm này từ năm 1982 tới 2003, rồi rời chức này để lập ra Peace Direct, một tổ chức từ thiện hỗ trợ cho các người xây dựng hòa bình địa phương trong các khu vực có xung đột.
Từ năm 2005 bà làm cố vấn cho Peter Gabriel, Desmond Tutu và Richard Branson trong việc thiết lập tổ chức Global Elders. Bà là thành viên của Hội đồng Thế giới Tương lai (World Future Council) và Lực lượng đặc nhiệm Quốc tế về Ngoại giao ngăn ngừa (International Task Force on Preventive Diplomacy).
Bà cũng là tác giả nhiều sách và là nhà chiến lược trưởng cho "Liên hoan Hòa bình Thế giới" (World Peace Festival) sẽ được tổ chức ở Berlin vào tháng 8 năm 2011.

## Học vấn
Bà theo học Trường nữ sinh Berkhamsted bằng học bổng của Hạt Herts, sau đó bà di chuyển sang Ireland năm 1962 để học khoa học xã hội ở trường Trinity College, Dublin. Trong các kỳ nghỉ hè, bà tới làm việc trong các trại tỵ nạn ở Pháp và Algiers. Sau khi tốt nghiệp, bà du hành khắp vùng Tây Phi tới Nam Phi. Từ năm 1966 tới 1969 bà tham gia việc tiếp thị cho nhiều cửa hàng rất nổi tiếng bán loạt sản phẩm Mary Quant. Năm 1993, bà đậu bằng tiến sĩ khoa học chính trị ở Đại học Bradford.

## Sự nghiệp
Từ năm 1970 tới 1976 bà làm chủ tịch tổ chức KUPUGANI, một tổ chức giáo dục khoa dinh dưỡng ở Nam Phi, nơi bà đề ra sáng kiến bán các gói quà Noel dinh dưỡng cho các công nhân viên ngành công nghiệp, do đó tự cung cấp tài chính cho tổ ch1ưc từ thiện hàng năm R6 triệu.
Năm 1976 bà giúp tổ chức xây một tòa nhà và mở "Nhà hát Thị trường" (Market Theatre) ở Johannesburg, một nhà hát đa chủng tộc đầu tiên ở Nam Phi. Năm 1977 bà lập ra Nhóm quyền Thiểu số (Minority Rights Group) ở Pháp và năm 1978 bà nghiên cứu và thực hiện báo cáo của nhóm về việc "Cắt bộ phận sinh dục phái nữ" (female genital mutilation), dẫn tới cuộc vận động của Tổ chức Y tế Thế giới để thủ tiêu việc Cắt bộ phận sinh dục phái nữ nói trên. Từ năm 1979 tới 1981 bà làm cố vấn về các vấn đề phụ nữ cho UNESCO và trong thời gian này bà nghiên cứu và viết bài đóng góp cho UNESCO vào "Hội nghị về Phụ nữ giữa Thập kỷ 1980" của Liên Hợp Quốc: "Vai trò của phụ nữ trong việc nghiên cứu hòa bình, giáo dục hòa bình và việc cải thiện quan hệ giữa các quốc gia" (The role of women in peace research, peace education and the improvement of relations between nation).
Năm 1982 bà lập ra Nhóm nghiên cứu Oxford, một tổ chức phi chính phủ nghiên cứu độc lập việc làm quyết định về an toàn trong 5 nước có vũ khí hạt nhân nhiều và tạo ra cuộc đối thoại giữa các nhà làm chính sách hạt nhân, các nhà quân sự, các giới chức đại học và xã hội dân sự. Elworthy đã được đề cử 3 lần cho Giải Nobel Hòa bình vì việc làm của bà với Nhóm nghiên cứu Oxford và năm 2003 bà được trao Giải Niwano Hòa bình. Bà giữ chức giám đốc điều hành Nhóm nghiên cứu Oxford tới năm 2003 và tiếp tục làm ủy viên Ban quản trị của Nhóm này. Sau đó, bà lập ra tổ chức Peace Direct, một tổ chức từ thiện mới hỗ trợ cho các nhà xây dựng hòa bình địa phương ở các khu vực có xung đột. Peace Direct đã được gọi là "Tổ chức từ thiện mới xuất sắc nhất" tại Giải thưởng từ thiện London 2005, và mặc dù bà không còn tham gia việc điều hành hàng ngày, nhưng bà vẫn làm ủy viên Ban quản trị.
Năm 2002 bà đưa ra tác phẩm tên Transforming September 11th trình diễn ở Nhà hát Opera Hoàng gia tại London. Năm 2004 bà cung cấp chất liệu căn bản cho tác phẩm Talking to Terrorists của Max Stafford Clark ở Nhà hát Triều đình Hoàng gia tại London. Năm 2007 vụ nghiên cứu về việc vây hãm thành phố Fallujah tại Iraq của bà được sử dụng làm nền tảng cho tác phẩm Fallujah của Jonathan Holmes ở Old Truman Brewery tại Brick Lane.

### Global Elders
Mặc dù bà đã giảng dạy nhiều trên khắp thế giới và xuất hiện trên truyền hình cùng đài phát thanh trong suốt 20 năm qua, nhưng công việc của bà ít được công chúng để ý tới cho tới gần đây khi bà tư vấn cho Richard Branson, Desmond Tutu và Peter Gabriel về việc tạo ra nhóm Global Elders (Những người cao tuổi toàn cầu), "một nhóm độc lập gồm các nhà lãnh đạo nổi tiếng toàn cầu, do Nelson Mandela tập họp lại, họ đã dùng ảnh hưởng tập thể và kinh nghiệm của mình để hỗ trợ việc xây dựng hòa bình, giúp giải quyết những nguyên nhân chính gây ra khổ đau cho con người và thúc đẩy việc chia sẻ lợi ích chung của nhân loại".

## Ngày nay
Elworthy sống ở Anh và là ủy viên Hội đồng Thế giới tương lai (World Future Council), một tổ chức quốc tế độc lập hình thành năm 2004 và tập chú vào những thách thức then chốt đối với xã hội toàn cầu ngày nay. Họ có sự ủy thác rộng rãi và xem xét mọi vấn đề mà ngày nay nhân loại phải đối mặt, cùng thúc đẩy các chính sách đầy thành côngcho một tương lai bền vững.
Mùa thu năm 2007 bà gia nhập Lực lượng đặc nhiệm quốc tế về Ngoại giao ngăn ngừa (International Task Force on Preventive Diplomacy) của "Viện Đông-Tây" (EastWest Institute). Năm 2009 bà tham gia dự án "Soldiers of Peace" (Binh sĩ của Hòa bình), một phim chống mọi cuộc chiến tranh để tạo ra hòa bình toàn cầu.
Việc làm cho "Liên hoan Hòa bình Thế giới" (World Peace Festival) năm 2011 của bà là xây dựng 7 mục tiêu có thể đạt được cho for the World Peace Partnership. Bà và các đồng nghiệp đã tạo ra ‘Tools for Peace’ - một tiến trình 7 bước mà ai cũng có thể sử dụng để giải quyết xung đột trong gia đình, ở nơi làm việc hoặc trong cộng đồng.

## Đời tư
Năm 1970, bà kết hôn với Murray McLean, một nhà thầu người Nam Phi, và có một con gái tên Polly Jess.

## Giải thưởng và Vinh dự
- Bà đã được đề cử 3 lần cho Giải Nobel Hòa bình,[1]
- Năm 2003 bà được trao Giải Niwano Hòa bình cho việc bà làm với Nhóm nghiên cứu Oxford.[5]

## Tác phẩm
Elworthy đã viết, biên tập và đóng góp trong nhiều báo cáo, bài viết và tác phẩm, trong đó có: 
- 1986 biên tập: How Nuclear Weapons Decisions Are Made (Macmillan, London)
- 1987 tác giả: Who Decides? Accountability and Nuclear Weapons Decision-Making in Britain, (Oxford Research Group).
- 1988 nhà sản xuất: The Nuclear Weapons World: Who How and Where, (Pinter Publishers, London).
- 1989 tác giả: Parliament, the Public and NATO’s Nuclear Weapons, (Oxford Research Group).
- 1990 đồng tác giả: New Threats and New Responses: proposals for future security decision-making in Europe, (Oxford Research Group).
- 1991 đồng tác giả: Defence and Security in the New Europe: Who will decide? (Oxford Research Group).
- 1992 biên tập: International control of the Arms Trade (Oxford Research Group).
- 1996 biên tập và đóng góp: Re-thinking Defence and Foreign Policy, (Spokesman Press, London).
- 1996 tác giả: ‘Power & Sex’ (Element Books)
- 1997 biên tập: Proposals for a Nuclear Weapon-Free World – a meeting between China and the West (Oxford Research Group).
- 2001 đồng tác giả: The United States, Europe and the Majority World after 11 September (Oxford Research Group).
- 2001 nhà sản xuất: War Prevention Works: 51 case studies of people resolving conflict (Oxford Research Group, Oxford).
- 2002 đồng tác giả: A Never-Ending War? Consequences of 11 September (Oxford Research Group).
- 2002 đồng tác giả: The ‘War on Terrorism’: 12-month audit and future strategy options (Oxford Research Group).
- 2001 đồng tác giả: 9/11: What Should We Do Now? (Open Democracy).
- 2001 tác giả: Widening Atlantic (Open Democracy).
- 2002 tác giả: The Road Not Taken (Open Democracy).
- 2003 tác giả: The crisis over Iraq: the non-military solution (Open Democracy).
- 2003 tác giả: Waiting For The Dawn: A Bagdad Diary (Open Democracy).
- 2003 tác giả: Iraq: A Way Out? (Open Democracy).
- 2004 tác giả: Cutting the Costs of War: non-military prevention and resolution of conflict (Oxford Research Group).
- 2004 tác giả: Peacemaking At The Sharp End: Iraq Before & After War (Open Democracy).
- 2005 tác giả: Learning from Fallujah’s Agony (Open Democracy).
- 2005 tác giả: Tackling Terror By Winning Hearts & Minds (Open Democracy).
- 2005 đồng tác giả: Hearts and Minds: human security approaches to political violence Lưu trữ ngày 5 tháng 1 năm 2008 tại Wayback Machine (Demos, London).
- 2006 tác giả: If Diplomacy Fails (Open Democracy).
- 2006 đồng tác giả: Making Terrorism History (Random House, London).
- 2009 đồng tác giả: Soul Power (BookSurge).
- 2010: Tools For Peace.